# Stefano Poda
Stefano Poda (Trento, 1973) è un regista teatrale, scenografo, coreografo, costumista e designer italiano.

## Opere principali
Dal 1994 ha realizzato più di 100 spettacoli in tutto il mondo, fra i quali numerose coproduzioni presso le maggiori case d'opera internazionali.
Il suo Faust al Teatro Regio di Torino nel 2015, coproduzione con la Israeli Opera di Tel Aviv e l’Opera de Lausanne (Unitel Classica, DVD, BLU-RAY C Major), è stato trasmesso nei cinema di tutto il mondo, così come Turandot nel 2018 (DVD Unitel Classica / C Major, streaming di Operavision), o Thaïs di Massenet nel 2008 al Teatro Regio di Torino (DVD e Blu-ray RAI / Arthaus Musik).
Tra i titoli più rappresentativi: Nabucco per l'apertura della stagione 2020 del Teatro Colón a Buenos Aires; la nuova produzione di Tosca (2020) al Teatro Bol'šoj di Mosca; Romeo e Giulietta (2018) all'NCPA di Pechino; Boris Godunov (2017) e Andrea Chénier (2015) alla KNO National Opera of Korea (2017); Fosca di Carlos Gomes e una versione coreografata della prima sinfonia (Il titano) di Mahler, al Teatro Municipale de San Paolo (2016); L'elisir d'amore alla Opéra National du Rhin de Strasburgo (2016); Otello di Verdi all'Opera Nazionale di Budapest (2015); Tristano e Isotta diretto da Zubin Mehta per l'inaugurazione della 77ª edizione del Maggio Musicale Fiorentino Festival; Ariodante (2016), Lucia di Lammermoor (2017, trasmessa da ARTE TV); I racconti di Hoffmann (2019) in coproduzione con Israeli Opera e l'Opéra Royal de Wallonie (Belgio).
Gli è stato conferito a Parigi il prestigioso Premio Claude Rostand della Associazione della critica francese per Ariane et Barbe-bleue di Paul Dukas, migliore produzione del 2019, realizzata al Teatro Capitole di Tolosa. Nel 2019 è invitato speciale alla Quadriennale di Praga 2019, 14ª edizione del più grande festival internazionale riservato alla scenografia ed al teatro.
Nel 2023 cura regia, scene, costumi, luci e coreografie di una nuova edizione di Aida per il centesimo Festival Lirico dell'Arena di Verona. (critica)

## Produzioni
- La traviata di Giuseppe Verdi (1994)
- Don Giovanni di Wolfgang Amadeus Mozart (nel 1995, con quindici riprese in distinti teatri d'Europa, Centro e Sud America fino al 2006, trasmesso tre volte da Televisione Spagnola; nuovo allestimento nel 2009 in Bulgaria; ultima ripresa in febbraio 2010 per il Palm Beach Opera Festival)
- Così fan tutte di Mozart (1995 a Santander in Spagna; 2010 nuova produzione a Mahon con Barbara Frittoli)
- Nabucco di Verdi (che ha aperto la Stagione 1995 del Teatro San Carlo di Lisbona e ritrasmesso dalla RTP)
- Die Zauberflöte di Mozart (nel 1996, rimessa in scena per altre sette volte in Europa e Sud America, trasmesso da Televisione Spagnola, dalla Rede Globo in Brasile e da Canal 4 a Montevideo)
- Anna Bolena di Gaetano Donizetti (nel 1997, poi rimessa in scena a Montevideo nel '98 ed a Oviedo nel 2000; trasmessa da Canal 33 a Barcellona e da Canal 5 a Montevideo)
- Falstaff di Verdi (1998, registrata dalla Televisione Spagnola; 2007 e 2008; nuovo allestimento nel 2009, Jerez de la Frontera e Opéra Royale de Wallonie-Liège)
- Aida di Verdi (4 differenti allestimenti:  due nel 1998 in Spagna; nel 2001 in occasione dell'inaugurazione del Nuovo Teatro del SODRE di Montevideo; nel 2005 all'aperto, con più di 1200 artisti sul palcoscenico)
- Madama Butterfly di Giacomo Puccini (due differenti allestimenti. nel 1998 e nel 2002)
- La serva padrona di Giovan Battista Pergolesi (1998)
- Samson et Dalila di Camille Saint-Saëns (nel 1999, con Dolora Zajick)
- Maria Stuarda di Donizetti (1999)
- Macbeth di Verdi (2001, due differenti messe in scena, di cui una all'aperto)
- La forza del destino di Verdi (2003)
- Il trovatore di Verdi (2004)
- Orfeo ed Euridice di Christoph Willibald Gluck (nel 2000)
- The Medium di Gian Carlo Menotti (2000)
- Mefistofele di Arrigo Boito (2001)
- Faust di Charles Gounod (2003 e 2008)
- Le nozze di Figaro di Mozart (2007)
- Medea di Luigi Cherubini (2008)
- Carmen di Georges Bizet (2008)
- Thaïs di Jules Massenet (2008, al Teatro Regio di Torino)
- Il concilio de' pianeti di Albinoni (2009, al Palazzo della Ragione di Padova)
- Hin und zurück di Paul Hindemith e L'Heure espagnole di Maurice Ravel come inaugurazione di stagione al Teatro delle Muse di Ancona (2010)
- Rigoletto di Verdi per il Teatro Verdi di Padova, dicembre 2010, poi ripreso nel 2013
- La forza del destino di Verdi come inaugurazione della stagione lirica 2011 al Teatro Regio di Parma
- Il trittico di Puccini nel 2011 per il Teatro Colón di Buenos Aires
- Leggenda di Alessandro Solbiati, in prima esecuzione mondiale, per il Teatro Regio di Torino, settembre 2011
- Lucia di Lammermoor di Donizetti per il Teatro Verdi di Padova, ottobre 2011
- Maria Stuarda di Donizetti per l'Opernhaus di Graz, poi ripresa nel 2013 all'Asociación Bilbaína de Amigos de la Ópera (ABAO) di Bilbao
- Tosca di Puccini per lo Stadttheater di Klagenfurt
- Il trovatore di Verdi all'Odeo di Erode Attico, come inaugurazione del Festival d'Atene 2012
- Nabucco di Verdi per la Fondazione lirica G. Verdi di Trieste e il Teatro Verdi di Padova.
- Attila di Verdi a San Gallo, all'aperto, 2013.
- Don Carlo di Verdi a Erfurt come apertura della stagione 2013/2014
- Tristano e Isotta di Wagner come inaugurazione del 77º Maggio Musicale Fiorentino, con la direzione di Zubin Mehta
- Andrea Chénier di Umberto Giordano per l'Opera nazionale coreana, nel 2015
- Faust di Charles Gounod, per il Teatro Regio di Torino, giugno 2015 - poi ripreso a Tel-Aviv nel 2017, a Liège nel 2019
- Otello di Verdi, per il Teatro dell'Opera di Budapest, settembre 2015
- Ariodante di Händel per l'Opéra di Losanna, 2016
- Il Titano, coreografia sulla prima sinfonia di Mahler per il Teatro Municipal de São Paulo, settembre 2016
- L'elisir d'amore di Donizetti per l'Opéra du Rhin di Strasburgo, ottobre 2016
- Fosca di A. C. Gomes, Teatro Municipale de San Paolo, dicembre 2016
- Il trovatore di Verdi per il Teatro Lirico di Cagliari, dicembre 2016
- Boris Godunov di Modest Petrovič Musorgskij per la Korea National Opera, 2017
- Lucia di Lammermoor  di Donizetti per l'Opéra di Losanna, 2017
- Turandot di Puccini per il Teatro di Torino, gennaio 2018
- Roméo et Juliette di C. Gounod per l'NCPA di Pechino, luglio 2018
- Ariane et Barbe-bleue di Paul Dukas per il Théâtre du Capitole di Tolosa, 2019
- Orfeo ed Euridice di C. W. Gluck, al Teatro Romano di Plovdiv - capitale europea della cultura 2019
- Les contes d'Hoffmann di J. Offenbach per l'Opéra di Lausanne, 2019
- Tosca di G. Puccini per il l'Opera di Stato di Monaco di Baviera, Gärtnerplatz, 2019
- Nabucco di Giuseppe Verdi come apertura della stagione del Teatro Colón de Buenos Aires, 2020 e 2022
- Tosca di Giacomo Puccini, per il Teatro Bol'šoj di Mosca, 2021
- Nabucco di Giuseppe Verdi come apertura del teatro nazionale di Corea per l'Opera nazionale coreana, 2021
- I racconti di Hoffmann di Jacques Offenbach come nuova produzione del Staatstheater am Gärtnerplatz di Monaco di Baviera, 2022
- Rusalka di Antonín Dvořák per il Théâtre du Capitole di Tolosa, 2022
- Aida di Giuseppe Verdi per il centesimo Festival Lirico dell'Arena di Verona, giugno 2023
- Eduardo e Cristina di Gioachino Rossini per il Rossini Opera Festival, agosto 2023
- La juive di Fromental Halévy come inaugurazione della stagione numero 50 del Teatro Regio di Torino, settembre 2023.

## Premi e riconoscimenti
- Nel 2018 è stato invitato come ospite principale alla quinta edizione del Forum Internazionale per le Arti Sceniche, con un evento presso la Città proibita.
- Nel 2019 è stato invitato come ospite principale alla Quadriennale di Praga.
- Nel 2019 gli è stato attribuito il Premio Claude Rostand, da parte dell'Associazione professionale della Critica Francese, presso l'Opéra Comique a Parigi, per lo spettacolo "Ariadne et Barbe-bleue" presso l'opera di Tolosa (miglior spettacolo d'opera 2019).
- Nel 2019 gli è stato attribuito il Premio Ombra della Sera "Cosimo Daddi" alle Arti Sceniche, presso il Teatro Romano di Volterra.
- Nel 2023 gli è stato attribuito il Premio "Luchino Visconti" nella quarta edizione del Matiff, il Festival Internazionale del Cinema di Matera, con la seguente motivazione: "Stefano Poda viene insignito del Premio Luchino Visconti Matiff 2023, per le straordinarie doti di saper disegnare la scena teatrale con suprema maestria, anche nel solco delle regie del maestro Visconti, conferendo eleganza alla grande Opera, mediante la capacità di assimilare la purezza della tradizione con slanci di avveniristica luminosità."[1]
- Nel 2024, La juive del Teatro Regio di Torino vince il Premio Abbiati come "Miglior Spettacolo": Stefano Poda è autore regia, scene, costumi, luci e coreografia[2]